# Peter Katin

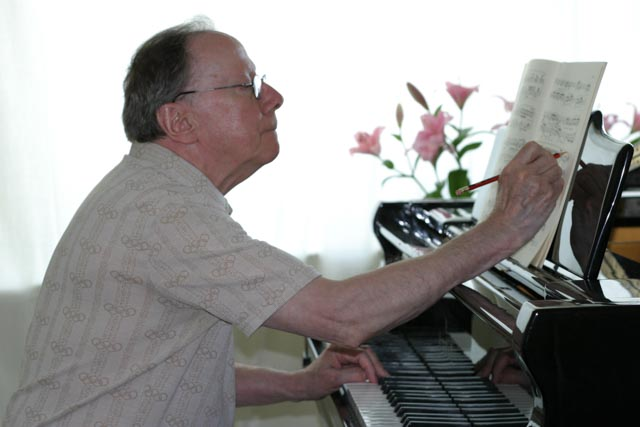
Peter Katin, 2006

Peter Roy Katin (* 14. November 1930 in London; † 19. März 2015 ebenda) war ein englischer Pianist und Musikpädagoge.

## Leben
Katin besuchte die Whitgift School in South Croydon und begann bereits im Alter von zwölf Jahren ein Klavierstudium an der Royal Academy of Music bei Harold Craxton und wurde 1943 Chorleiter des Chors der Westminster Abbey. 1948 debütierte er als Pianist in der Wigmore Hall mit einem Programm mit Werken von Domenico Scarlatti, Mozart, Beethoven, Rachmaninoff, Skrjabin und Chopin. Nach diesem frühen Erfolg unternahm er Konzerttourneen durch Europa, Afrika, die USA und Japan. Beeinflusst wurde er in dieser Zeit durch Treffen mit Clifford Curzon, Claudio Arrau und Myra Hess. In den 1950er Jahren hatte er auch Auftritte mit dem Geiger Alfredo Campoli.
1952 debütierte Katin bei den Proms mit Tschaikowskis Zweitem Klavierkonzert, im Folgejahr spielte er dort Rachmaninoffs Drittes Klavierkonzert. Insgesamt hatte er bis 1974 25 Auftritte bei den Proms. 1958 war er der erste britische Pianist, der nach dem Zweiten Weltkrieg eine Konzerttournee durch die Sowjetunion unternahm. Von 1956 bis 1959 unterrichtete er außerdem an der Royal Academy of Music. Bryan Kelly komponierte 1961 für ihn seinen Tango.
Als in den 1970er Jahren seine Laufbahn zu stagnieren begann, wanderte er 1978 nach Kanada aus, wo er bis 1984 an der University of Western Ontario unterrichtete. Zugleich widmete er sich dem vertieften Studium der Klavierwerke einzelner Komponisten, ins besondere Chopins, aber auch Schuberts, Schumanns, Debussys und Liszts und gab Recitals mit Werken je eines Komponisten. Die Klavierkonzerte Mozarts und Beethovens dirigierte er vom Klavier aus.
1984 kehrte er nach England zurück. Dort unterrichtete er ab 1996 erneut an der Royal Academy of Music, außerdem an der Thames Valley University. Zu seinen Schülern zählen Dianne Werner, Özgür Aydin, Gordon Fergus-Thompson und Miles Lallemant. 1997 gründete er ein eigenes Klaviertrio. Im Folgejahr gab er zum fünfzigsten Jahrestag seines Debüts ein Konzert in der Wigmore Hall, wo er auch seinen 70. und 75. Geburtstag mit einem Konzert feierte.
In seiner Laufbahn spielte Katin mehr als vierzig Alben ein, darunter Walzer und Polonaisen Chopins und dessen sämtliche Nocturnes und Impromptus, die Klaviersonate Liszts, Rachmaninoffs Preludes, Klaviersonaten von Haydn sowie sämtliche Klaviersonaten Mozarts.